# Alexander Pelz
Alexander Pelz (* 20. Februar 1953 in Coburg) ist ein deutscher Schauspieler, Synchronsprecher und Regisseur.

## Leben
Pelz begann seine Karriere als Theaterschauspieler. Er hatte von 1974 bis 1977 ein Engagement am Schauspielhaus Zürich. In der Spielzeit 1977/1978 war er Mitglied an den Städtischen Bühnen Freiburg. Anschließend war er von 1979 bis 1981 Mitglied des Staatstheaters Wiesbaden und von 1982 bis 1984 Mitglied am Schauspielhaus Wuppertal. Anschließend hatte er Gastverträge an verschiedenen Bühnen.
Pelz spielte zu Beginn seiner Theaterlaufbahn das klassische Theaterrepertoire des jugendlichen Liebhabers. In den letzten Jahren wandte sich Pelz verstärkt auch dem Boulevardtheater zu.
1990 spielte er am Ernst-Deutsch-Theater in Hamburg die Titelrolle in dem Dramatischen Gedicht Don Carlos von Friedrich Schiller in einer Inszenierung von Karl Paryla. Am Grenzlandtheater Aachen spielte er 2002 die Rolle des Hubert in dem Theaterstück Drei Mal Leben von Yasmina Reza. Mit diesem Stück war er 2004/2005 auch auf Tournee in einer Inszenierung des Stücks von Uwe Eric Laufenberg unterwegs. 2007 spielte er bei den Salzachfestspielen in Laufen den Malvolio in Was ihr wollt von William Shakespeare, wo er gemeinsam mit Torsten Münchow auch gleichzeitig Regie führte. 2009 führte er Regie am Russischen Theater in Berlin in dem Einakter Der Bär von Anton Tschechow.
Rollen in Boulevardstücken spielte Pelz unter anderem an der Komödie im Bayerischen Hof, an der Kleinen Komödie am Max II in München und an der Komödie Düsseldorf.
In den 1970er und 1980er Jahren war Pelz im deutschen Fernsehen in Literaturverfilmungen, in Theateraufzeichnungen oder in Fernsehbearbeitungen von Theaterstücken zu sehen. 1976 spielte er die Rolle des Fritz von Berg in einer Fernsehinszenierung des Stücks Der Hofmeister von Jakob Michael Reinhold Lenz unter der Regie von Harry Buckwitz. Heinz Schirk besetzte ihn 1986 in der Rolle des Mortimer in seiner Fernsehfassung von Friedrich Schillers Trauerspiel Maria Stuart an der Seite von Anja Kruse.
Ab Anfang der 1990er Jahre war Pelz dann auch regelmäßig im deutschen Fernsehen zu sehen. Pelz übernahm hierbei mehrere durchgehende Serienrollen, wiederkehrende Episodenrollen und auch Gastrollen. Durchgehende Serienrollen hatte Pelz als Polizeiermittler Pepe Kirchhoff in der Fernsehserie Die Männer vom K3, als Arnold König in der RTL-Serie Felix–Ein Freund fürs Leben, als Jochen in Die Pfefferkörner und als Axel Tewes in der ARD-Vorabendserie Marienhof.
Das ZDF besetzte Pelz 2003 in dem Fernsehfilm Sternschnuppen im August aus der Rosamunde-Pilcher-Fernsehreihe.
Neben seiner Schauspieltätigkeit ist Alexander Pelz auch als Synchronsprecher tätig. Er lieh unter anderem dem Schauspieler Ken Stott in den Hobbit-Filmen und Jean Todt in dem Film Asterix bei den Olympischen Spielen seine Stimme. Von 2013 bis 2019 sprach er zudem die Rolle des Qyburn in der Fernsehserie Game of Thrones, gespielt von Anton Lesser.
Pelz arbeitet auch als Schauspielcoach. In dieser Aufgabe wirkte Pelz seit 2007 in der Serie Dahoam is Dahoam hinter der Kamera mit.

## Filmographie (Auswahl)
- 1976: Der Hofmeister
- 1986: Maria Stuart
- 1986: Polizeiinspektion 1: Bodo’s exklusive Automobilunion
- 1987–2001: Die Männer vom K3
- 1991: Erfolg
- 1992: Meermanns Baumhaus
- 1995–1996: Felix–Ein Freund fürs Leben
- 1997: Tatort – Eiskalt
- 1999–2000: Die Pfefferkörner
- 2001: Alphateam – Die Lebensretter im OP
- 2002: St. Angela
- 2002: Der letzte Zeuge
- 2003: Rosamunde Pilcher: Sternschnuppen im August
- 2003: Für alle Fälle Stefanie
- 2004: Die Kommissarin
- 2004: Die Rosenheim-Cops: Über den Dächern von Rosenheim
- 2007: Marienhof
- 2007: Sturm der Liebe
- 2008: SOKO 5113
- 2009: Der Bergdoktor: Trennungsschmerz
- 2009: Die Rosenheim-Cops: Mord auf Rezept
- 2012: Die Garmisch-Cops: Happy End mit Leiche
- 2013: Die Rosenheim-Cops: Ausgetestet

## Theater (Auswahl)
- 2016: Bad Hersfelder Festspiele – Die goldene Gans[1]

## Synchronrollen (Auswahl)
- 1998: Sugith Varughese (als Dr. Suram) in Ein Herz für Brittany
- 1998: Greg Thirloway (als Stellvertr. Staatsanwalt Landrum) in Die unschuldige Mörderin
- 2006: Brian Markinson (als Garry Molphine) in Die Chaoscamper
- 2006: Ken Kensei (als Major General Hayashi) in Letters from Iwo Jima
- 2008: Jean Todt (als Jean Todt) in Asterix bei den Olympischen Spielen
- 2009: Stephen Jennings (als Kobie Coetsee) in Endgame
- 2009: Rob LaBelle (als Wally Weaver) in Watchmen – Die Wächter
- 2010: Dave Foley (als Schulleiter Smith) in Beilight – Bis(s) zum Abendbrot
- 2012: Ken Stott (als Balin) in Der Hobbit: Eine unerwartete Reise
- 2013: Kurt Fuller (als Pat Clives) in Frozen Ground
- 2013: Ken Stott (als Balin) in Der Hobbit: Smaugs Einöde
- 2014: Tom Riis Farrell (als Geschäftsführer) in Für immer Single?
- 2014: Ken Stott (als Balin) in Der Hobbit: Die Schlacht der Fünf Heere
- 2014: Jim Cummings in TinkerBell und die Piratenfee
- 2016: Ned van Zandt (als Senator J. William Fulbright) in Der lange Weg
- 2017: Paul Whitehouse (als Mikojan) in The Death of Stalin
- 2017: David Hayman (als Ted) in Tanz ins Leben
- 2018: Brontis Jodorowsky (als Nicolas Flamel) in Phantastische Tierwesen: Grindelwalds Verbrechen
- 2019: Alan Oppenheimer (als Uhr-Opa) in A Toy Story: Alles hört auf kein Kommando
- 2022: Flea (als Vect Nokru) in Obi-Wan Kenobi
- 2022: Geoff Morrell (als Waldreg) in Der Herr der Ringe: Die Ringe der Macht